# Jakub Olędzki
Jakub Olędzki herbu Rawicz – chorąży drohicki w latach 1662–1698.
Był elektorem Michała Korybuta Wiśniowieckiego z ziemi drohickiej w 1669 roku. W 1674 roku był elektorem Jana III Sobieskiego z województwa podlaskiego.